# 日向悠二
日向 悠二（ひむかい ゆうじ、1980年9月6日 - ）は日本のイラストレーターである。宮崎県日向市出身。九州産業大学中退。

## 作品一覧
挿絵
- 吉永さん家のガーゴイル（作：田口仙年堂、ファミ通文庫刊）
- ガーゴイルおるたなてぃぶ（作：田口仙年堂、ファミ通文庫刊）
- タマラセ（作：六塚光、角川スニーカー文庫刊）
- 世界樹の迷宮 -去りゆくモノたちへの鎮魂歌去りゆくモノたちへの鎮魂歌   (作：嬉野秋彦、ファミ通文庫刊)
- 蘭堂家の人々（作：嬉野秋彦、集英社スーパーダッシュ文庫刊）
- プロット・ディレクター（作：中里融司、電撃文庫刊）
- スレイヤーズ（原作：神坂一、作：南房秀久、角川つばさ文庫）
  - 『スレイヤーズ1 リナとキメラの魔法戦士』
  - 『スレイヤーズ2 リナと怪しい魔道士たち』

アニメ関係
- 聖痕のクェイサー（第20話エンドカードイラスト）
- エスカ&ロジーのアトリエ 〜黄昏の空の錬金術士〜（第1話エンドカードイラスト）
- ニセコイ（第3話提供バックイラスト）

ゲーム関係
- 世界樹の迷宮（アトラス）
- 世界樹の迷宮II 諸王の聖杯（アトラス）
- 世界樹の迷宮III 星海の来訪者（アトラス）
- 世界樹の迷宮IV 伝承の巨神（アトラス）
- 世界樹の迷宮V 長き神話の果て（アトラス）
- 新・世界樹の迷宮 ミレニアムの少女（アトラス）
- 新・世界樹の迷宮2 ファフニールの騎士（アトラス）
- ノーラと刻の工房 霧の森の魔女（アトラス）
- ファイアーエムブレム ヒーローズ（任天堂）
- A列車で行こう はじまる観光計画（アートディンク）

成人ゲーム関係
- イシカとホノリ（AZURITE）
- 紫花 〜しのはな〜（PL+US／NEXTON）- 2001

Web関係
- るんるんラジオ（るんるんそふと）
- げむココWebらじお ゲームの大晩餐（げむココ）
- ペルソナストーカー倶楽部（ニコニコ動画で配信中のペルソナシリーズ情報番組。司会の磯村知美とマフィア梶田のデフォルメキャラのデザインならびに番組内のコーナー『ペル空耳劇場』のイラストとそのコーナーのコンセプトCD『PERSORA THE GOLDEN BEST』のジャケットイラストを担当）